# Pasquale Villari

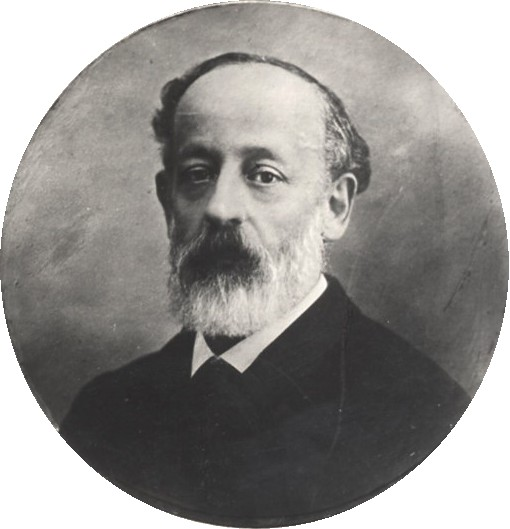
Pasquale Villari.

Pasquale Villari, född 3 oktober 1827 i Neapel, död 5 december 1917 i Florens, var en italiensk historiker och politiker. Han var bror till Emilio Villari och svåger till Domenico Morelli. 
Villari blev 1859 professor i filosofi vid universitetet i Pisa och var 1866–1909 professor i nyare historia vid Istituto di studi superiori i Florens. Han var 1867–1881 (konservativ) ledamot av deputeradekammaren, blev 1884 senator och var undervisningsminister i Antonio di Rudinìs kabinett 1891–1892. 
Villari författade på skilda områden arbeten, bland vilka de mest framstående är Storia di Girolamo Savonarola e de' suoi tempi (två band, 1859–1861; tredje upplagan 1898) och Niccolò Machiavelli e i suoi tempi (tre band, 1877–1881; andra upplagan 1895). Vidare kan nämnas Antiche leggende e tradizioni che illustrano la Divina commedia (1865) och I primi due secoli della storia di Firenze (två band, 1894–1898; andra upplagan 1905). Han verkade mycket för reformering av den högre undervisningen i Italien och ägnade sig med iver åt studium av den sociala frågan.